# 스파이더 (2002년 영화)
스파이더(Spider)는 캐나다에서 제작된 데이빗 크로넨버그 감독의 2002년 드라마 영화이다. 랄프 파인즈 등이 주연으로 출연하였고 캐서린 베일리 등이 제작에 참여하였다.

## 출연

### 주연
- 랄프 파인즈
- 미란다 리차드슨

### 조연
- 가브리엘 번
- 린 레드그레이브
- 존 네빌
- 존 네빌
- 브래들리 홀
- 게리 레인크
- 필립 크레이그
- 클리프 선더스
- 타라 엘리스

## 제작진
- 미술: 앤드류 샌더스
- 의상: 데니즈 크로넨버그